# Хрептович, Адам
Граф Адам Ефимович Хрептович (пол. Adam Chreptowicz; 1768 — 1844) — польско-литовско-белорусский политический деятель, участник восстания Т. Костюшко, филантроп из магнатского рода Хрептовичей.

## Биография
Старший сын Иоахима Хрептовича от его брака с  Констанций Пржездзецкой. Родился и вырос в имении отца в селе Щорса Новогрудского уезда. После обучения в Главной школе Великого княжества Литовского несколько лет путешествовал по Европе, был в Германии, Англии, Дании.
Будучи капитаном Национальной кавалерии, в 1790 году был избран депутатом от Новогрудского края на второй срок четырехлетнего сейма. Во время восстания Костюшко в 1794 году состоял адъютантом генерала Станислава Мокроновского. После третьего раздела Польши был школьным инспектором и членом судебного и образовательного комитета по Виленскому учебному округу. Во время войны 1812 года — член Административной палаты Виленского департамента и временной губернской комиссии (1813). С 1834 года президент Виленского благотворительного общества.
Филантроп и покровитель искусств и литературы, Хрептович был автором нескольких исторических статей. Он увеличил собранную отцом библиотеку в Щорсах, при нем она насчитывала более 15 000 книг. Посетивший в 1822 году имение профессор Игнатий Онацевич писал, что Хрептович, «как истинный любитель, позволял всякому пользоваться своей огромной библиотекой и редким собранием рукописей». С 1841 года должность библиотекаря в его библиотеке занимал поэт Ян Чечот.
Хрептович основал две новые школы в Щорсах и Негневичах. Упразднил систему телесных наказаний крестьян и продолжил реформы, начатые его отцом, направленные на улучшение благосостояния крестьян. Уменьшил платежи, налагаемые на крестьян, а также учредил банк, где крестьяне могли хранить свои сбережения. Скончался в декабре 1844 года.

## Награды
- Орден Святого Станислава (1791, Речь Посполитая)[3]
- Орден Святого Иоанна Иерусалимского (2 апреля 1801, Российская империя)[4]

## Семья

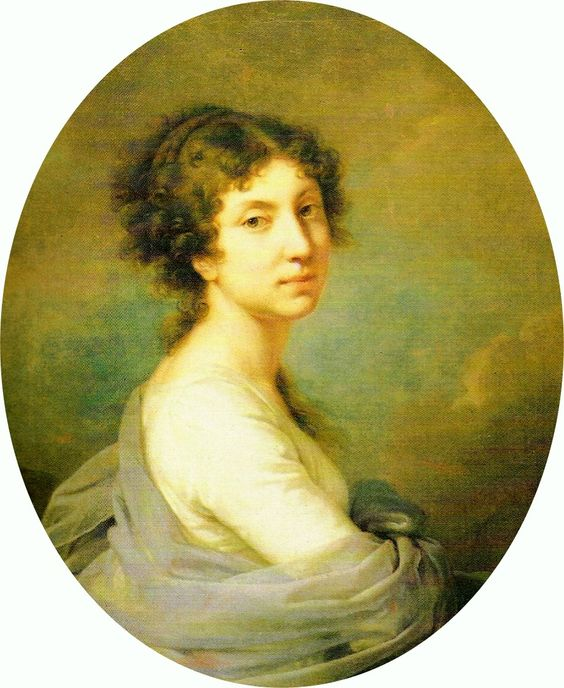
Марианна Хрептович на портрете Лампи

Жена — Марианна Грановская (1774—1846), дочь секретаря великого коронного польского. Их бездетный брак распался, и в 1798 году Марианна вышла замуж за графа Александра Замойского (1770—1800). Овдовев, в 1804 году она стала женой князя Казимира Любомирского. Граф Станислав Замойский даровал ей пожизненное право на дворец в Козлувке. Согласно мемуарам современницы, в 1806 году красавица Марианна стала объектом вздохов самого Наполеона и была вынуждена бежать в деревню от необъявленных имперских визитов. После смерти третьего мужа в 1812 году она покинула Козлувку и уехала в Варшаву, где жила в Костёле визиток. Позже путешествовала по Италии. Была дружна с Зигмунтом Красинским. Последние годы проживала в Вене, где и умерла 12 июня 1846 года. Похоронена в семейной усыпальнице графов Замойских в Каменке.